# Epub

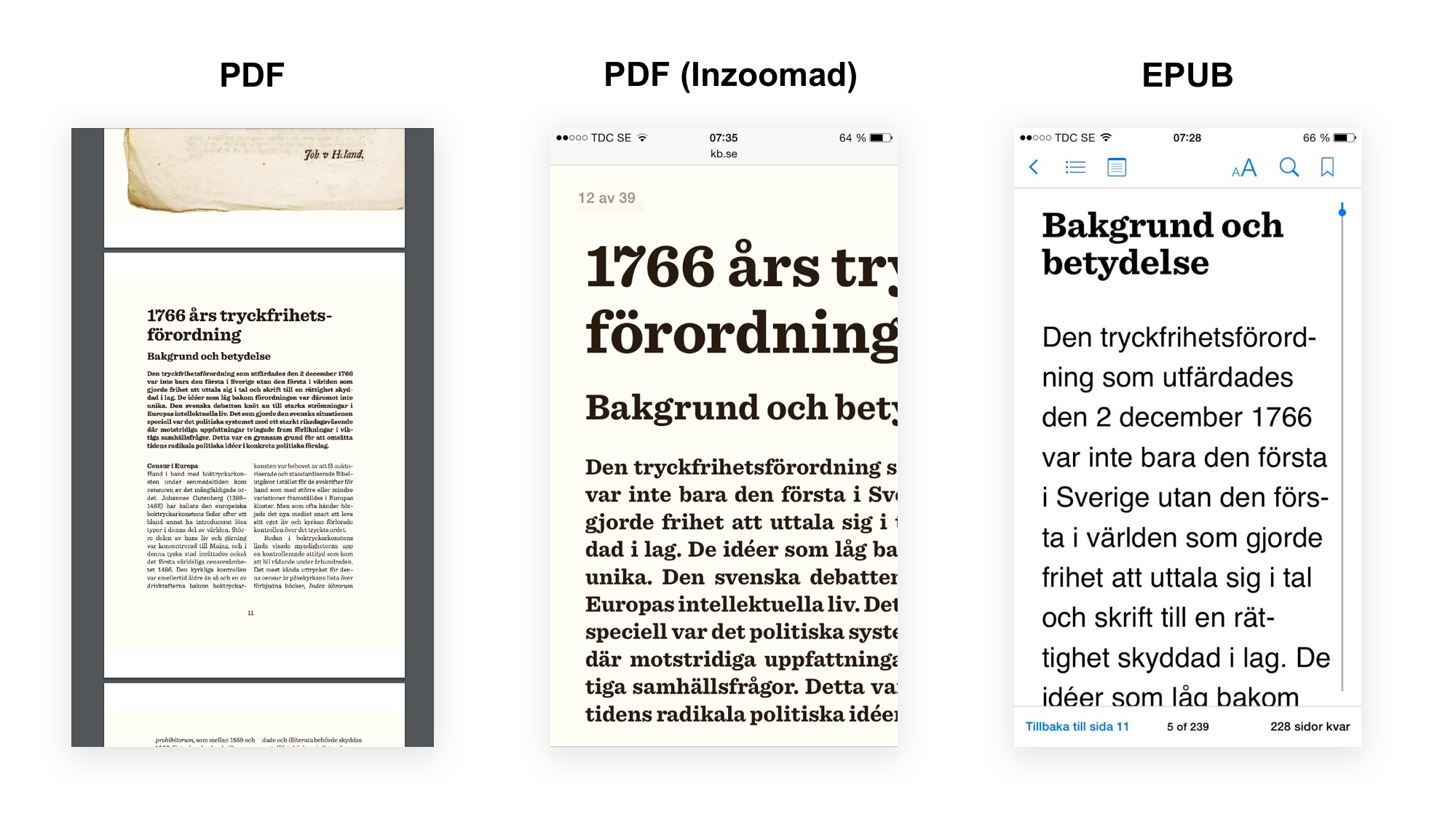
Jämförelse mellan hur PDF och Epub av samma dokument visas på en liten skärm.

EPUB (förkortning för electronic publication, alternativt skrivet som ePub, EPUB, Epub, eller epub, där "EPUB" föredras av återförsäljarna) är en fri och öppen standard för e-böcker av International Digital Publishing Forum (IDPF). Formatet har filändelsen .epub.
Formatet möjliggör omflödningsbar text vilket innebär att texten kan optimeras för aktuell bildskärmsstorlek. Att texten är omflödningsbar innebär även att användaren i många epubläsare själv kan påverka typsnitt, typsnittsstorlek, radavstånd samt bakgrundsfärg och kontrast. Formatet ersätter Open eBook-standarden. 
2014 antogs version 3.0.1 av standarden.  Den bygger på andra etablerade standarder som HTML5, Cascading Style Sheets och Scalable Vector Graphics och kan innehålla video, ljud och interaktiva element. 
De flesta etablerade eboksläsare (mjukvara/appar/webbläsare) samt distributörer och återförsäljare saknar dock stöd för epub3 (2017).
Om epub-filer produceras på rätt sätt finns möjlighet att tillgängligheten för användare med funktionsnedsättning ökar. 
Exempel på program som kan skapa filer i EPUB-formatet är Sigil, Jutoh, Vellum (endast för Mac), Adobe InDesign, QuarkXPress och Calibre. Exempel på program som kan läsa EPUB2-filer är Adobe Digital Editions, Google Play och de många ebokläsare som följer med webbläsare, mobiltelefoner och surfplattor.